# Arbejderidræt
Arbejderidræt var en bevægelse indenfor idræt, der voksede fra sidste halvdel af 1800-tallet.

## Roning
Roning var en af arbejderidrættens første sportsgrene.. I 1921 blev B&W Roklub stiftet for ansatte på skibsværftet Burmeister & Wain.
I 1931 blev Arbejdernes Roklub stiftet i København. og i Aarhus blev Arbejdernes Roklub Aarhus stiftet i 1937. I 1942 blev endnu en Arbejdernes Roklub stiftet i Aalborg.